# باغور (جنس)
باغور جنس دويبات بحرية من السرطانات الناسك في فصيلة سلطعونات الناسك. أنواعه المعروفة قليل العدد منتشرة في جميع بحار البلاد الحارة والمعتدلة. تألف الشطوط وتعيش ضمن أصداف البوق الفارغة فتجرُّها وراءها أينما سعت وكيفما تحركت وقد تبدلها بأكبر منها بعد كل انسلاخ. أجسامها متباينة الحجوم التي تختلف مع الأنواع. بطونها عادمة الدروع حلزونية الشكل. قرونها الاستشعارية خيطية مستطيلة. قوئمها مدببة الأطراف الحادة. ملاقطها خليعة. قوائمها وملاقطها شادخة. أعضاء الجانب الأنسي أكبر قداَ من أعضاء الجانب الوحشي. لحومها مأكولة مستحبة الصنف. هذه القشريات البحرية عشرية الأرجل هي آكلة اللحوم، ولكنها في الغالب تفترس الحيوانات الصغيرة وتقتمُّ الجيف. 

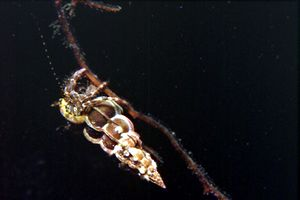
أحد أنواع الباغور

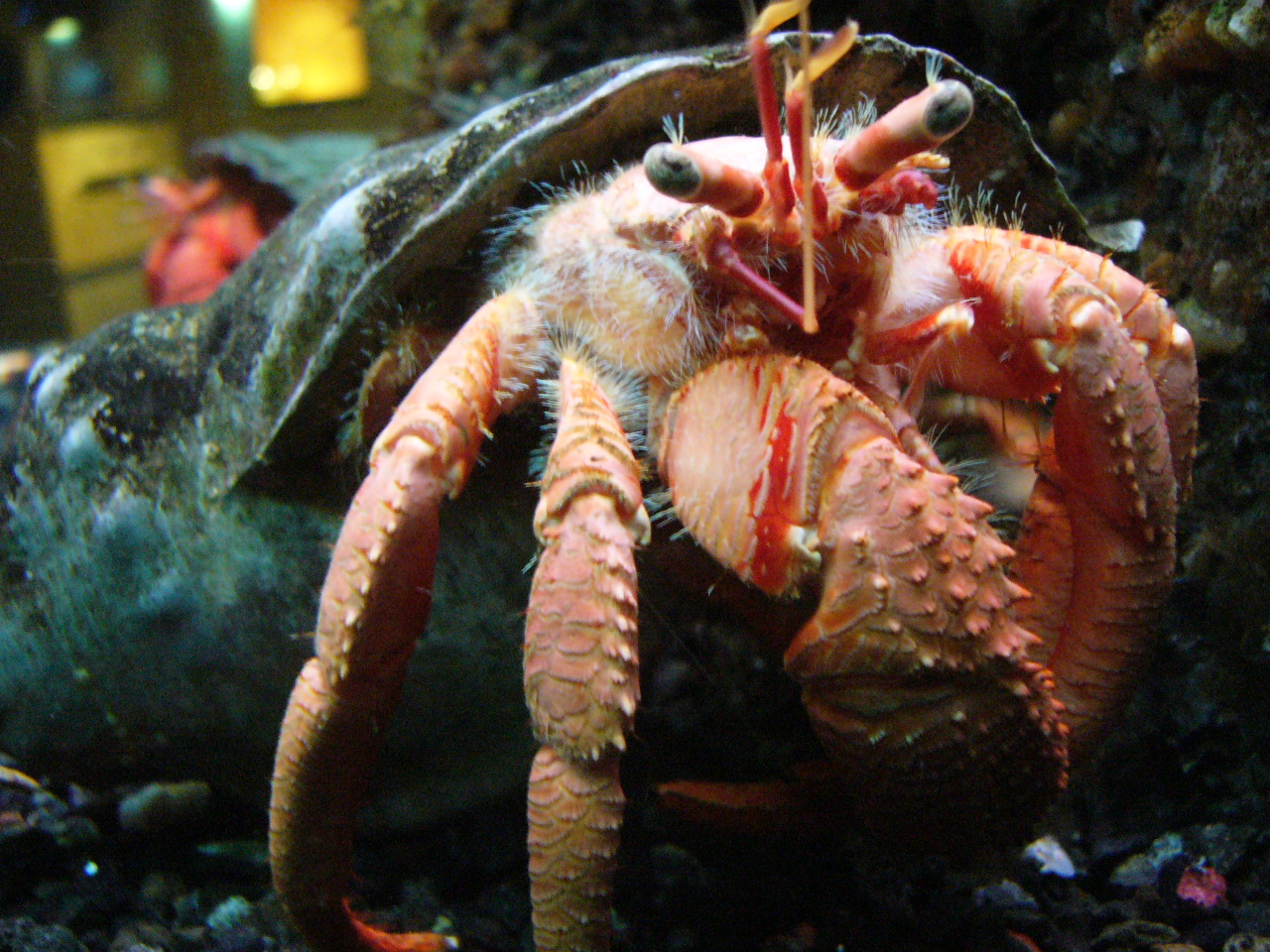
نوع آخر، برنهرد

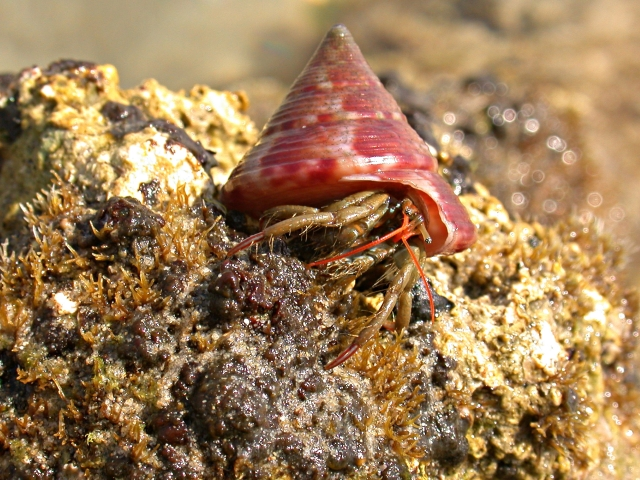
سلطعون الناسك طويل الذراع

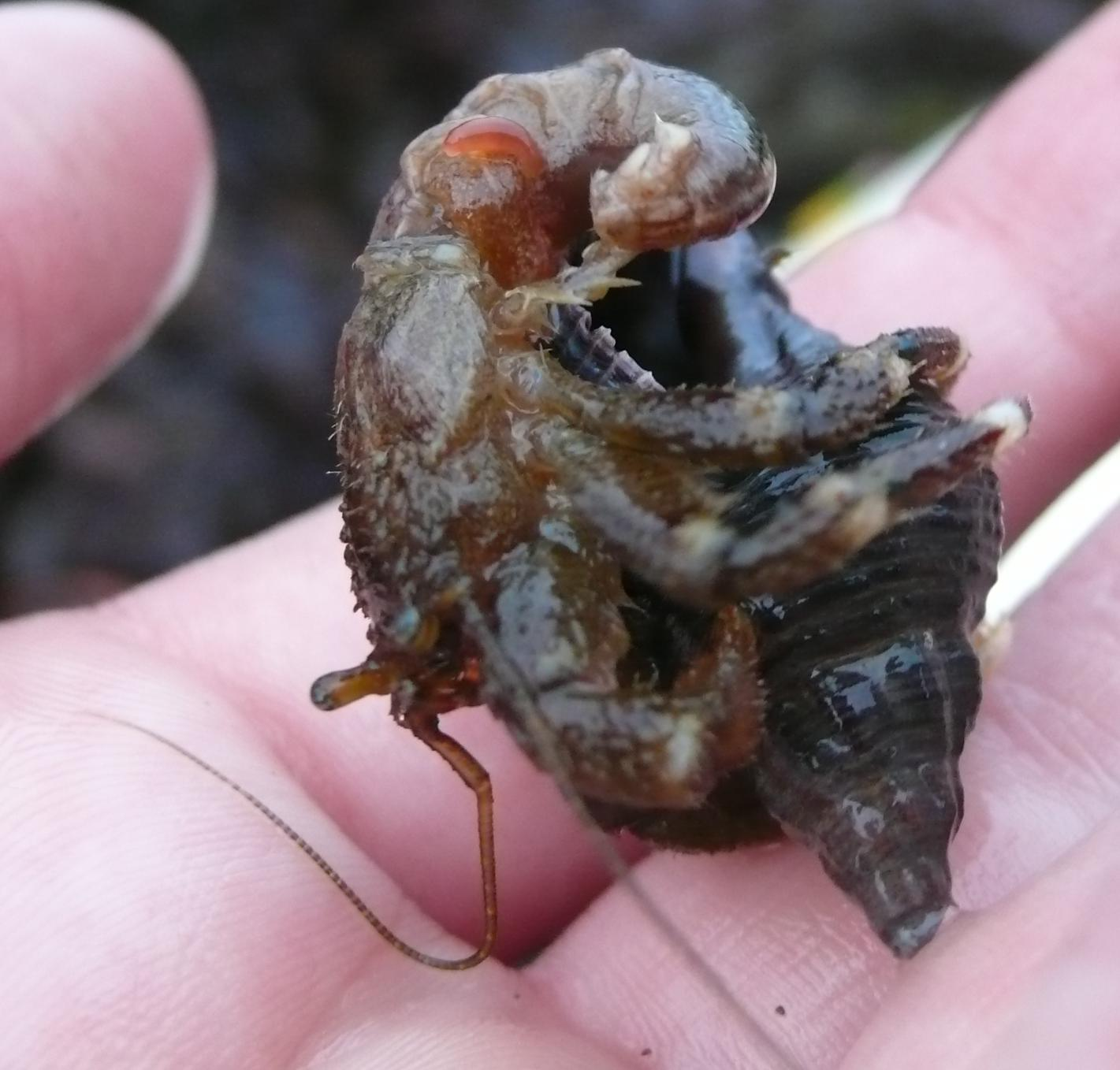
سلطعون الناسك المشعر، خارج قوقعته - لاحظ البطن ذو القشرة الناعمة والمنحنية (أعلى الصورة)